# يوم ذكرى الأموات
يوم ذكرى الأموات (بالإنجليزية: All Souls' Day) المعروف أيضًا بيوم إحياء ذكرى كل المؤمنين الراحلين (بالإنجليزية: Commemoration of All the Faithful Departed) ويوم الموتى (بالإنجليزية: Day of the Dead)، هو يوم للصلاة وتذكر أرواح الأحباء الذين قد فارقوا الحياة، تحتفل به بعض الطوائف المسيحية. في كثير من الأحيان، يُحتفل بهذا اليوم في المسيحية الغربية على الرغم من أنه ليس عيدًا أساسيًا عندهم؛ إذ يُعتبر «سبت النور»، المشابه ليوم ذكرى الأموات، تقليدًا مرتبطًا بتراث المسيحية الشرقية. غالبًا ما يستحضر ممارسو تقاليد هذا اليوم ذكرى أحبائهم الذين رحلوا من خلال طقوس وممارسات مختلفة. تتنوع هذه الطقوس والممارسات المرتبطة بهذا اليوم على نطاق واسع وتختلف بين الكنائس والطوائف المسيحية.
في المسيحية الغربية المعاصرة، يُقام الاحتفال السنوي في 2 نوفمبر، ويُعتبر جزءًا من موسم عيد القديسين (يُحتفل به في 1 نوفمبر) وعيد الهالووين (يُحتفل به في 31 أكتوبر). قبل توحيد الاحتفال الكاثوليكي في 2 نوفمبر من قِبَل القديس أودليو من كلوني خلال القرن العاشر، اختلفت مواعيد الاحتفال بهذا اليوم بين العديد من التجمعات الكاثوليكية خلال موسم عيد الفصح إذ ما يزال الاحتفال به مستمرًا في بعض الكنائس الأرثوذكسية الشرقية والكنائس الكاثوليكية الشرقية.

## احتفالات مرتبطة بعيد القديسين ويوم ذكرى الأموات
في بعض البلدان، يُعتبر عيد القديسين عطلة رسمية، على عكس يوم ذكرى الأموات. وبناءً على ذلك، يقوم الناس بزيارة قبور موتاهم ويمارسون طقوسًا مشابهة لطقوس عيد القديسين. تشمل البلدان التي يحتفل فيها الناس بهذه الطريقة، بلجيكا والبوسنة والهرسك وكرواتيا وجمهورية التشيك وفرنسا وفنلندا وألمانيا وغواتيمالا وهنغاريا وإيطاليا ولتوانيا ومقدونيا ومولدوفا والفيليبين وبولندا والبرتغال ورومانيا وسلوفاكيا وسلوفانيا وصربيا والسويد.

## التقاليد والعادات الشائعة
تعكس العديد من تقاليد يوم ذكرى الأموات مفاهيم شعبية مرتبطة بالمَطهَر. على سبيل المثال، كان من المعتقد أن قرع الأجراس يبعث على الراحة أثناء عملية التطهير، في حين ساعد تقاسم كعك العيد مع الفقراء في حصول الموتى على قدر من الراحة بعد معاناة التطهير. وعلى النحو ذاته، تمثّلت الغاية من إضاءة الشموع في إشعال النور للأرواح الميتة القابعة في الظلام. نشأت إثر هذا الأمر تقاليد مثل «طلب تبرعات الطعام والحلويات» وصنع أنواع خاصة من الخبز أو الكعك.